# Quercus oocarpa
Quercus oocarpa és una espècie de roure que pertany a la família de les fagàcies i està dins de la secció dels roures blancs, que són els roures blancs d'Europa, Àsia i Amèrica del Nord.
És originari de l'Amèrica Central i l'est de Mèxic, amb una població aïllada als canons de Jalisco a l'oest de Mèxic, entre els 1200 i 2000 m.
És un gran arbre forestal que pot arribar a fer més de 25 metres d'alçada, perennifoli o caducifoli, amb un tronc de fins a 100 cm de DAH. La seva escorça és escamosa i grisa. Les branques són de color gris o groguenc, solcades, de 3–5 mm de gruix, amb el toment persistent a més d'una estació, formades per nombrosos tricomes aspres, multiradiats i sèssils, d'1 mm de llarg i les seves lenticel·les són difícilment visibles. Les gemmes són ovoides de 4 a 7 mm de llarg, marrons, amb escates pubescents al llarg dels marges, les estípules són lineals i fan entre 1 i 1,3 cm de llargada, pubescents, de fulles caducifòlies, de vegades persistents. Les fulles de vegades fan fins a 45 cm de llarg, en forma d'ou, amb nombroses dents punxegudes al llarg de les vores. Les fulles són coriàcies i cartàcies, per sobre són verdes lleugerament lluentes, gairebé glabres, amb tricomes estrellats i sèssils amb pocs braços, principalment a les venes; per sota són de color verd groguenc, lleugerament lluentes, amb tricomes rugosos i sèssils escampats per al limbe foliar, essencialment als nervis; amb 12 a 22 parells de nervis; la xarxa de nervis secundaris i terciaris és conspícua; l'epidermis és papil·losa, no ampollada i el pecíol fa entre 3 a 5 mm de llarg, amb un toment aspre. Les glans són aplanades, 2–3 cm de llarg, 2,5–5 cm d'ample; individualment o aparellades en un peduncle de 1–2 cm de llarg. La tassa és semicircular que fa entre 3 a 6 cm d'amplada, amb escates pubescents, que engloba entre 1/4 i la meitat de la gla. Les glans maduren al mateix any, concretament al mes d'octubre.
Quercus oocarpa és un gran arbre forestal que pot arribar a fer més de 25 metres d'alçada, perennifoli o caducifoli, amb un tronc de fins a 100 cm de DAH. La seva escorça és escamosa i grisa. Les branques són de color gris o groguenc, solcades, de 3–5 mm de gruix, amb el toment persistent a més d'una estació, formades per nombrosos tricomes aspres, multiradiats i sèssils, d'1 mm de llarg i les seves lenticel·les són difícilment visibles. Les gemmes són ovoides de 4 a 7 mm de llarg, marrons, amb escates pubescents al llarg dels marges, les estípules són lineals i fan entre 1 i 1,3 cm de llargada, pubescents, de fulles caducifòlies, de vegades persistents. Les fulles de vegades fan fins a 45 cm de llarg, en forma d'ou, amb nombroses dents punxegudes al llarg de les vores. Les fulles són coriàcies i cartàcies, per sobre són verdes lleugerament lluentes, gairebé glabres, amb tricomes estrellats i sèssils amb pocs braços, principalment a les venes; per sota són de color verd groguenc, lleugerament lluentes, amb tricomes rugosos i sèssils escampats per al limbe foliar, essencialment als nervis; amb 12 a 22 parells de nervis; la xarxa de nervis secundaris i terciaris és conspícua; l'epidermis és papil·losa, no ampollada i el pecíol fa entre 3 a 5 mm de llarg, amb un toment aspre. Les glans són aplanades, 2–3 cm de llarg, 2,5–5 cm d'ample; individualment o aparellades en un peduncle de 1–2 cm de llarg. La tassa és semicircular que fa entre 3 a 6 cm d'amplada, amb escates pubescents, que engloba entre 1/4 i la meitat de la gla. Les glans maduren al mateix any, concretament al mes d'octubre.

## Taxonomia
Quercus oocarpa va ser descrita per Frederik Michael Liebmann i publicat a Oversigt over det kongelige danske videnskabernes selskabs forhandlinger og dets medlemmers arbeider. 1854: 184, a l'any 1854.
Etimologia
Quercus: Nom genèric del llatí que designava igualment al roure i a l'alzina.
oocarpa: epítet llatí que significa "amb fruit com un ou".
Sinonímia
- Quercus insignis subsp. oocarpa (Liebm.) A.E. Murray[4][6]
- Quercus insignis var. oocarpa (Liebm.) A.E. Murray[4][6]
- Quercus warszewiczii Liebm.[6]
- Quercus yunckeri Trel.[6]